# 黃荊蚜
黃荊蚜（学名：Megoura lespedezae）为常蚜科黃荊蚜屬下的一个种。